# Killavullen Caves
Koordinaten: 52° 8′ 57″ N, 8° 30′ 55,2″ W

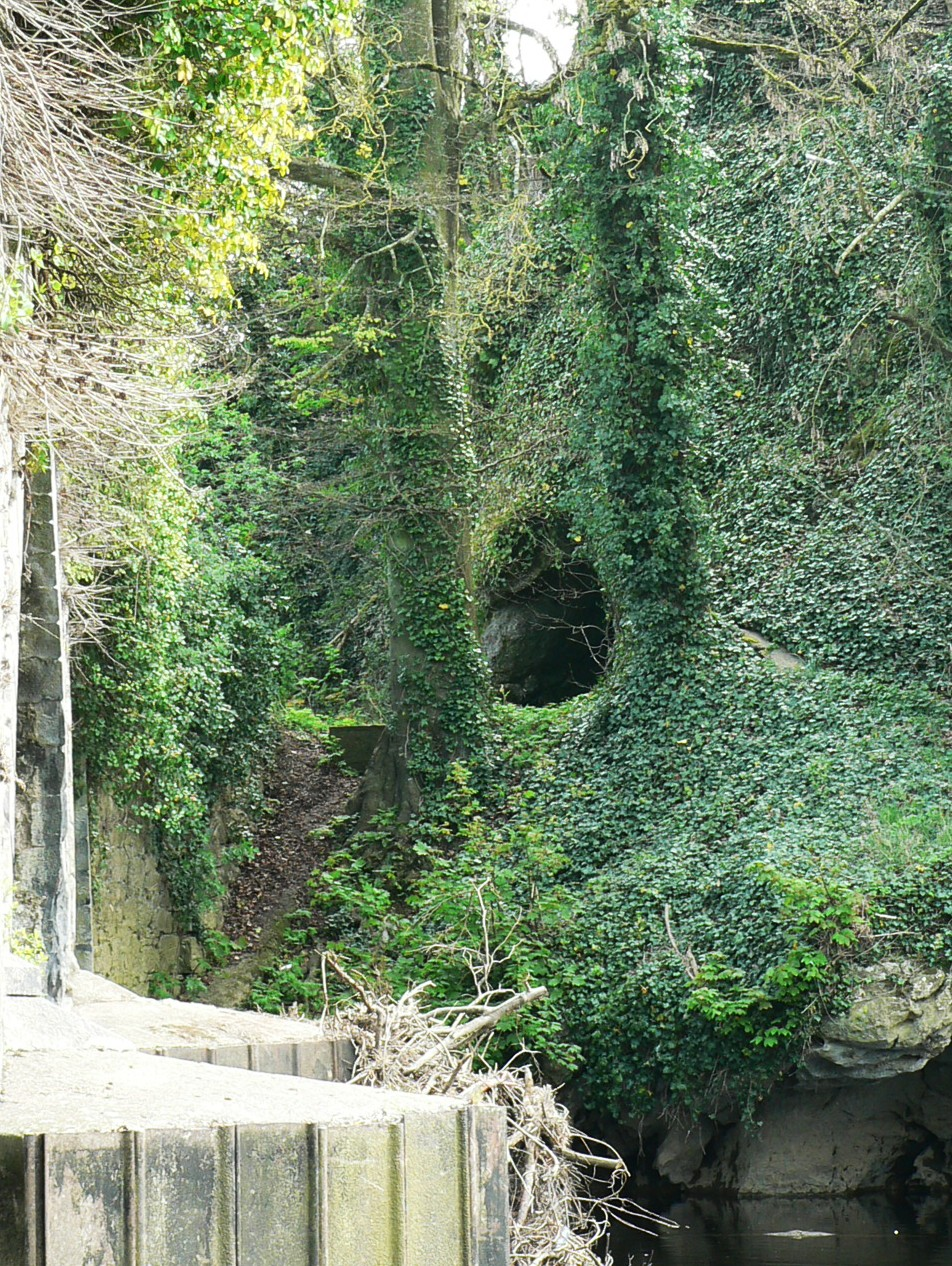
Eingang Killavullen Caves an der Brücke

Die Killavullen Caves (irisch Pluaiseanna Chill an Mhuilinn) sind Tropfsteinhöhlen mit drei Eingängen in der Nähe des Dorfes Killavullen in County Cork, Irland.

## Lage
Der Haupteingang, rund 50 Meter oberhalb des Meeresspiegels, befindet sich am Südufer des Flusses Munster Blackwater rund fünf Meter über dem heutigen Flussbettniveau am Nordhang der Nagle Mountains an der Killavullen-Brücke.

## Beschreibung
Die Haupthöhle hat vier Kammern unterschiedlicher Abmessungen. Sie sind durch enge Gänge verbunden. Die Gesamtlänge der Durchgänge beträgt rund 200 Meter. Killavullen Cave 2 und Killavullen Cave 3 sind kleinere Höhlen, sie erstrecken sich nur etwa über fünf Meter tief in die Felswand.

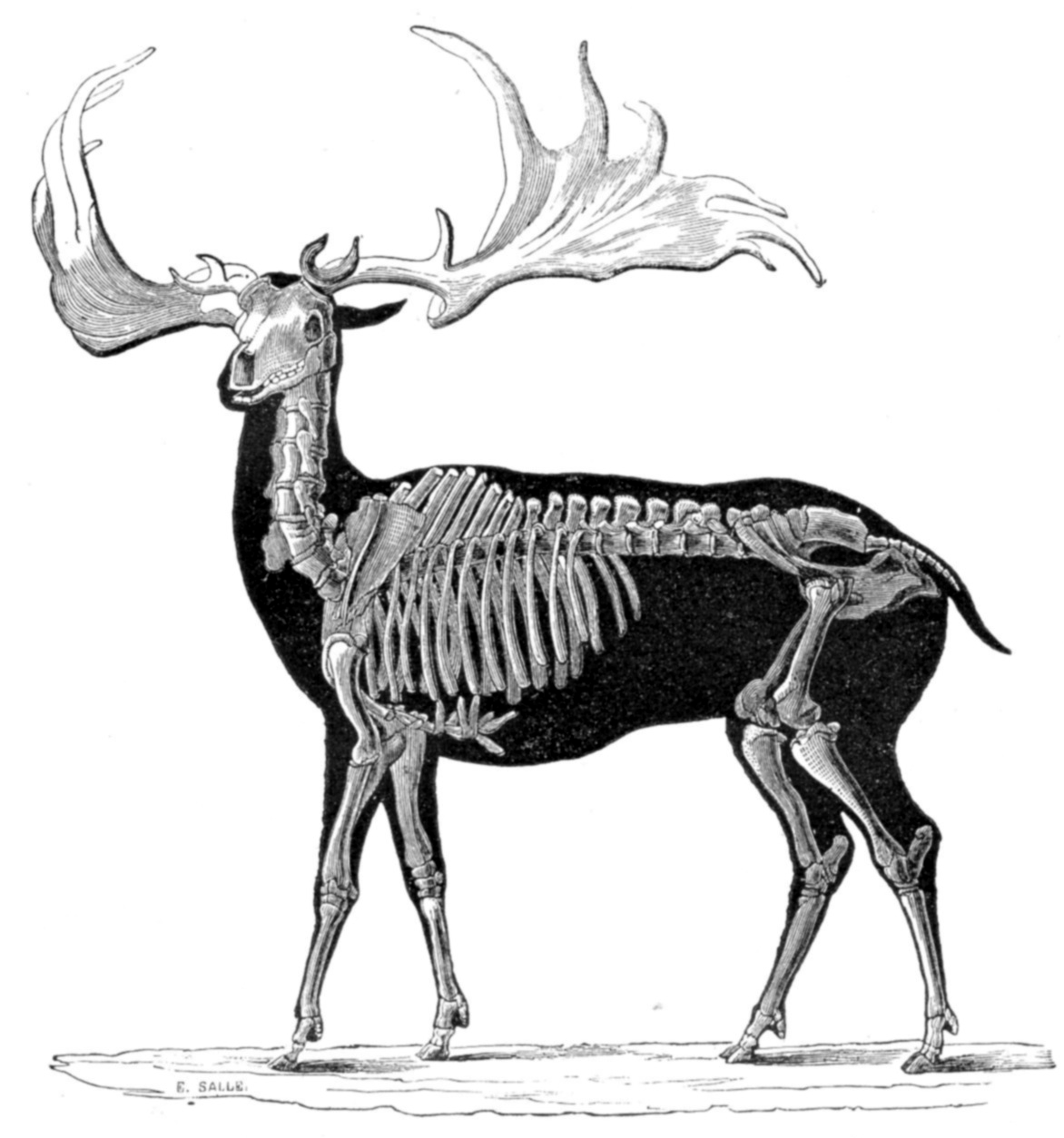
Restaurierter Megaloceros giganteus

Die Höhlen sind besonders durch die große Anzahl von archäologischen und paläontologischen Überresten bekannt. Ausgrabungen in der Höhle im Jahr 1934 ergaben Überreste und Knochenfunde des ausgestorbenen Riesenhirsches (Megaloceros giganteus), die versteinerten Exemplare stammen aus der Zeit vom Pleistozän bis zum frühen Holozän. Es war einer der größten Hirsche, die je gelebt haben. Weitere Ausgrabungen brachten einen prähistorischen menschlichen Schädel zu Tage. Der Höhlenschmuck besteht aus Tropfsteinen wie Stalaktiten, Stalagmiten und Stalagnaten mit unterschiedlichen Durchmessern zwischen 3 und 30 Zentimetern und einer Höhe zwischen 1,0 und 1,2 Metern.

### Stratigraphie
Die Grundstratigraphie des Höhlensystems besteht aus einer Tropfeinheit in Kontakt mit dem Untergrund am Boden durch überlagerte Sedimente, die dann noch eine Tropfsteineinheit mit weiteren Sedimenten und eine obere Schicht aus Sinter abdecken. Die Gesamttiefe von Sedimenten beträgt rund 1 bis 1,2 Meter. Die durchgeführte Radiokarbondatierung  der Sedimentierungen nach der AMS-Datierung bei > 47000 BP ergab für die niedrigste Einheit 9710 ± 60 BP und für die Mitteleinheit 9030 ± 60 BP nach der Libby-Methode.